# Chlorotachina froggattii
Chlorotachina froggattii är en tvåvingeart som först beskrevs av Townsend 1916.  Chlorotachina froggattii ingår i släktet Chlorotachina och familjen parasitflugor. Inga underarter finns listade i Catalogue of Life.